# Adèle Haenel
Adèle Haenel (Parigi, 11 febbraio 1989) è un'attrice e attivista francese. 
È nota principalmente per il suo ruolo da co-protagonista nel film Ritratto della giovane in fiamme diretto da Céline Sciamma e con il quale ha ottenuto una candidatura ai Premi César. Nel corso della sua carriera ha vinto il Premio César per la migliore attrice non protagonista nel 2014 per il film Suzanne, e il Premio César per la migliore attrice l’anno successivo per il film The Fighters - Addestramento di vita.

## Biografia
Figlia di un'insegnante e di un traduttore austriaco, è cresciuta a Montreuil, dove ha preso lezioni di recitazione. La sua carriera nel cinema inizia per caso. A dicembre 2000 accompagna il fratello a un provino e attira l'attenzione della direttrice del casting Christel Baras, che le assegna il ruolo principale nel film Devils, diretto da Christophe Ruggia, accanto a Vincent Rottiers.
La bambina e i genitori sono entusiasti di questa opportunità, nonostante il fatto che il film abbia una trama tormentata, visto che si tratta di un amore incestuoso fra fratello e sorella, e che siano previste delle scene di nudo. Il regista investe sei mesi nel preparare i due attori e circa altri sei per girare il film, durante i quali Haenel viene separata dalla famiglia per oltre un anno.
Continua a seguire corsi di reditazione anche dopo essere ritornata a Parigi dov'è iscritta al liceo Montaigne, uno dei più vecchi licei della capitale francese. Haenel interrompe la sua carriera di attrice per dedicarsi agli studi. Terminata la scuola s'iscrive all'università per studiare sociologia e economia.
Nel 2007 Christel Baras, convinta dell'enorme potenziale dell'attrice, la cerca per proporle il ruolo di Floriane in Naissance des pieuvres di Céline Sciamma, che le è valsa la candidatura al Premio César per la migliore promessa femminile del 2008. Ha poi continuato i suoi studi nelle Classes préparatoires économiques et commerciales.
Nel 2009 escono 2 cortometraggi e il film per la televisione Déchaînées, del regista Raymond Vouillamoz, per il quale ottiene il premio Tudor d'interpretazione femminile all'occasione del quindicesimo Festival Cinéma Tous Ecrans de Genève.
Il 2011 è un anno particolarmente ricco, escono Une heure avec Alice, Folks, Les Enfants de la nuit, En ville, Après le sud, e L'Apollonide - Souvenirs de la maison close, per il quale è nominata nel 2012 Migliore promessa femminile per il Premio César. Lo stesso anno riceve il Premio Lumière per la migliore promessa femminile e lo Shooting Stars Award per il suo ruolo di Léa.
Nel 2014 ha vinto il Premio César per la migliore attrice non protagonista per il film Suzanne. Durante la premiazione, ha fatto coming out sul palco dichiarando il suo amore per Céline Sciamma, regista francese per la quale ha recitato nel film Naissance des pieuvres e nel cortometraggio Pauline. Nei mesi successivi alla premiazione, la regista Anne Fontaine assegna ad Adèle Haenel il ruolo di protagonista nel film Les Innocents; in seguito l'attrice rinuncia al progetto. Nello stesso periodo accetta e poi rinuncia al ruolo principale nel lungometraggio di Catherine Corsini La Belle Saison. In questo periodo dichiara in diverse interviste di considerarsi femminista e sostenitrice del pensiero di Virginie Despentes. Nel 2015 vince il Premio César per la migliore attrice per il film The Fighters - Addestramento di vita. A pochi giorni dalla premiazione, Haenel torna sulla scena teatrale per la trilogia scritta da Marius Von Mayenburg, Le Moche / Voir Clair / Perplexe. Nell'aprile dello stesso anno le viene assegnato il Premio Romy Schneider.
Il 3 novembre 2019, Mediapart ha pubblicato un'indagine circa il rapporto tra Adèle Haenel e il regista Christophe Ruggia, nel quale l'attrice accusa il regista di molestie sessuali quando lei aveva tra i 12 e i 15 anni e andava a casa sua per girare le scene nei fine settimana. Il 4 novembre Christophe Ruggia è stato cancellato dalla Society of Film Director. Lo stesso giorno, Adèle Haenel ha concesso un'intervista a Mediapart in cui spiega perché inizialmente non aveva presentato una denuncia contro Christophe Ruggia, affermando che la giustizia non funziona nel tipo di caso che la riguarda. Dopo l'intervista, Adèle Haenel decide di sporgere denuncia il 26 novembre 2019. La vicenda giudiziaria è sfociata nella condanna del regista a 4 anni di carcere.
Durante la serata dei Premi César 2020, ha abbandonato la sala urlando La honte! in segno di protesta per l'attribuzione del premio a Roman Polański. Ai primi di marzo 2020 è stata scritturata dall'agenzia di artisti CAA di Hollywood, per la quale hanno lavorato tra gli altri Meryl Streep, Natalie Portman e Liam Neeson, benché il direttore di casting Olivier Carbone avesse affermato in un post sui social che la carriera dell'attrice fosse "meritatamente finita" dopo l'attacco a Polanski. Il 30 giugno 2020 Adèle Haenel è stata invitata a far parte dell'Accademia degli Oscar. Negli ultimi anni Adèle Haenel si è sempre più contraddistinta per il suo attivismo a favore dei diritti delle minoranze.

## Filmografia

### Attrice

#### Cinema
- Les diables, regia di Christophe Ruggia (2002)
- Naissance des pieuvres, regia di Céline Sciamma (2007)
- Déchaînées, regia di Raymond Vouillamoz (2009)
- En ville, regia di Valérie Mréjen e Bertrand Schefer (2011)
- L'Apollonide - Souvenirs de la maison close, regia di Bertrand Bonello (2011)
- Après le sud, regia di Jean-Jacques Jauffret (2011)
- Confession d'un enfant du siècle, regia di Sylvie Verheyde (2012)
- Alyah, regia di Elie Wajeman (2012)
- Trois mondes, regia di Catherine Corsini (2012)
- Spiritismes, regia di Guy Maddin (2013)
- Suzanne, regia di Katell Quillévéré (2013)
- The Fighters - Addestramento di vita (Les Combattants), regia di Thomas Cailley (2014)
- L'Homme qu'on aimait trop, regia di André Téchiné (2014)
- Les Ogres, regia di Léa Fehner (2015)
- La ragazza senza nome (La Fille inconnue), regia di Jean-Pierre e Luc Dardenne (2016)
- Quattro vite (Orpheline), regia di Arnaud des Pallières (2016)
- Die Blumen von Gestern, regia di Chris Kraus (2016)
- 120 battiti al minuto (120 battements par minute), regia di Robin Campillo (2017)
- Remise de peine, regia di Pierre Salvadori (2017)
- Pallottole in libertà (En liberté!), regia di Pierre Salvadori (2018)
- Un peuple et son roi, regia di Pierre Schoeller (2018)
- Ritratto della giovane in fiamme (Portrait de la jeune fille en feu), regia di Céline Sciamma (2019)
- Doppia pelle (Le daim), regia di Quentin Dupieux (2019)
- Gi eroi non muoiono mai (Les héros ne meurent jamais), regia di Aude-Léa Rapin (2020)

#### Televisione
- Goldman, regia di Christophe Blanc (2011), film per la tv

#### Cortometraggi
- Le Bel Eprit, regia di Fréderic Guelaff (2008) - cortometraggio
- Les Solitudes, regia di Fréderic Guelaff (2008) - cortometraggio
- Les grandes forêts, regia di Frédéric Guelaff (2009) - cortometraggio
- Adieu Molitor, regia di Christophe Régin (2010) - cortometraggio
- Pauline, regia di Céline Sciamma (2010) - cortometraggio
- Les enfants de la nuit, regia di Caroline Deruas-Garrel e Olivier Berlemont (2011) - cortometraggio
- Folks, regia di Frédéric Guelaff (2012) - cortometraggio

## Teatro
- Il gabbiano di Anton Čechov, regia di Arthur Nauzyciel, Festival di Avignone (2012)
- Le Moche / Voir Clair/ Perplexe di Marius von Mayenburg, regia di Maïa Sandoz, teatro La Générale di Parigi (2013)
- Old Times di Harold Pinter, regia di Benoît Giros (2016)
- L'abattage rituel de Gorge Mastromas di Dennis Kelly, regia di Maïa Sandoz (2016)
- L'Etang, regia di Gisèle Vienne (2020)
- Extra life, regia di Gisèle Vienne (2023)

## Riconoscimenti
- European Film Awards
  - 2019 – Candidatura per la migliore attrice (condivisa con Noémie Merlant) per Ritratto della giovane in fiamme

- Premio César
  - 2008 – Candidatura come migliore promessa femminile per Naissance des pieuvres
  - 2012 – Candidatura come migliore promessa femminile per L'Apollonide - Souvenirs de la maison close
  - 2014 – Migliore attrice non protagonista per Suzanne
  - 2015 – Migliore attrice per The Fighters - Addestramento di vita
  - 2018 – Candidatura come migliore attrice non protagonista per 120 battiti al minuto
  - 2019 – Candidatura come migliore attrice per Pallottole in libertà
  - 2020 – Candidatura come migliore attrice (condivisa con Noémie Merlant) per Ritratto della giovane in fiamme

- Premio Lumiére
  - 2012 – Migliore promessa femminile per L'Apollonide
  - 2015 – Candidatura come migliore attrice per The Fighters – Addestramento di vita

- Festival di Berlino
  - 2011 Shooting Stars Award per L'Apollonide – Souvenirs de la maison close

- Festival di Ginevra
  - 2009 – Premio interpretazione femminile per Déchainée

- Cairo International Film Festival
  - 2014 – Migliore attrice per The Fighters – Addestramento di vita

- 2015 Premio Romy Schneider

## Doppiatrici italiane
- Joy Saltarelli in The Fighters - Addestramento di vita
- Chiara Gioncardi in La ragazza senza nome, Ritratto della giovane in fiamme
- Domitilla D'Amico in 120 battiti al minuto
- Gianna Gesualdo in Pallottole in libertà
- Raffaella Castelli in Quattro vite